# Montmorillonit
Montmorillonit je minerál spadající do rozsáhlé skupiny tzv. jílových minerálů. Je součástí skupiny smektitu. Tato představuje jednu z nejdůležitějších skupin fylosilikátů. Jsou součástí prachu zvířeného ve vzduchu, součástí půd a horninotvorným minerálem. Struktura smektitu je složena ze dvou tetraedrických sítí, které mezi sebou uzavírají jednu dioktaedrickou, nebo trioktaedrickou síť. Podle typu mezivrstevné sítě se rozdělují na dioktaedrické a trioktaedrické smektity.
Mx+y(R3+2−y, R2+y)(Si4−xAlx)O10(OH)2·nH2O
Smektity vznikají při zvětráváním hornin nebo je jeho původ spojen s cirkulací nízkoteplotních hydrotermálních roztoků, anebo vznikají v mírně kyselém až alkalické prostředí. Vznik smektitu je spjat se zvětráváním bazických hornin. Důležitá je vysoká aktivita Si(OH)4, Mg2+, Ca2+ a pH nad 6,5, naopak je důležitá minimální aktivita K+ a Al3+ (při nižším pH než 6 vzniká vermikulit a následně kaolinit, Borchardt 1989). Takové minerály se výrazně liší od smektitů vznikající alterací výlevných intermediálních hornin a bazaltového vulkanického skla (nízký náboj jílových minerálů).
Ve svojí struktuře jsou schopny provádět rozsáhlé substituce, které jsou spojena s existencí výrazného záporného náboje na plochách krystalitu. Tento náboj je kompenzován přítomností kationů Na, Ca, Mg a K v mezivrství krystalitů.
Na mezivrství nejsou kationy fixované, ale mají vlastnosti výměnných kationů (při změně prostředí, kde je vysoká koncentrace jiných kationů, dochází k výměně). Přednostně se do struktury dostávají kationy s malým poloměrem a malou hydratační energií.
Smektity mají na povrchu přebytek záporných nábojů, které mezi sebou vytvářejí van der Waalsovy síly (slabě přitažlivé prostředí, které je schopné adsorbovat cizí kationty z okolního prostředí). Tyto vazby působí na vzdálenost asi 4–5 Å. Vzdálenost šupinek jílu je dána druhem navázaných kationů. U smektitického jílu při tloušťce krystalitu 8,9 Å, mohou být tvary oddáleny od sebe až o 11,2 Å.